# Notícias de Évora
O Notícias d'Évora foi jornal regional publicado em Évora, entre 8 de Setembro de 1900 e 31 de Março de 1992.
.